# Difusión no consentida de imágenes privadas
La difusión no consentida de imágenes privadas, también conocida como «pornovenganza», «pornografía de venganza», «porno vengativo» o «pornografía vengativa», es la publicación de contenidos, generalmente imágenes con contenido sexual explícito o sugerente, sin el consentimiento del individuo que aparece representado y que fueron tomadas dentro de un ámbito privado.

## Características actuales
Las imágenes con contenido sexual son típicamente distribuidas en los medios de masas como Internet, tanto por exparejas como por desconocidos con acceso no autorizado a imágenes y grabaciones íntimas de la víctima. Muchas de las fotografías son tomadas por las propias personas que aparecen en ella (selfies). Las imágenes suelen ir acompañados de información personal, incluyendo el nombre completo del individuo en la foto o vídeo, enlaces a Facebook, los perfiles y las direcciones de las redes sociales.
La difusión no consentida de imágenes privadas, al someter a la víctima a una situación de exposición no consentida de su sexualidad, se considera como violencia sexual, aunque no sea física, sino psicológica. Los casos reportados muestran consecuencias que pueden llegar a ser muy graves para la víctima, con perjuicios en su derecho al honor y trastornos graves en su vida familiar y laboral. Esta modalidad de agresión afectan mayoritariamente a las mujeres, ya que la exposición de la vida íntima y preferencias sexuales es una forma de desvalorización de las mujeres en tanto tales.

## Antecedentes
En la década de 1980, Hustler comenzó con una revista mensual para lectores en la cual se presentaban imágenes de mujeres desnudas llamadas "Beaver Hunt".
Las fotografías de estas "Beaver Hunt" estaban acompañadas de información detallada sobre las mujeres, como sus principales pasatiempos, sus fantasías sexuales y en algunas ocasiones también se proporcionaba su nombre. Sin embargo, no todas las mujeres que aparecían en "Beaver Hunt" habían presentado sus fotografías por lo que varias de ellas demandaron a la revista por haber publicado dichas fotografías sin su consentimiento.
Dos décadas después, el investigador italiano Sergio Messina identificó como un nuevo género de pornografía denominado "pornografía realcore", a las imágenes y videos de exnovias repartidos a través de grupos Usenet. Para el año 2008, un aficionado porno de XTube comenzó a recibir quejas y reclamos acerca de que los contenidos pornográficos habían sido publicados sin la autorización de los individuos que aparecían en ellos. Debido a esto, varios sitios web comenzaron a poner una puesta en escena en la que la pornografía consensual comenzó a parecerse a la pornografía de venganza.
La Difusión no consentida de imágenes privadas comenzó a adquirir la atención de los medios a nivel internacional cuando en el año 2010 fue lanzado el sitio IsAnyoneUp.com por Hunter Moore. Dicho sitio, sobresalía debido al contenido pornográfico que era enviado por los usuarios y fue uno de los primeros en adoptar un modelo como el de Beaver Hunt ya que IsAnyoneUp.com frecuentemente incluía información que permitía identificar a los usuarios por su nombre, empleadores, así como direcciones y enlaces a sus redes sociales.
En el mes de agosto del año 2012, la iniciativa de los Ciber Derechos Civiles inició una campaña contra la pornografía de venganza. La definición alternativa de este tipo de pornografía hace referencia a la comercialización de imágenes sexualmente explícitas de una persona sin su autorización a través de internet y con el objetivo de humillar a la persona fotografiada. Este grupo, también considera que es un tipo de abuso sexual. El sitio fundado por Holly Jacobs llamado endrevengeporn.org echó a andar la iniciativa de los Ciber Derechos Civiles en la cual recibe peticiones tanto del país cede así como también peticiones globales las cuales tienen como objetivo el criminalizar a la pornografía de venganza.

## Legislación
Algunos individuos que fueron exhibidos en Internet a través de fotografías sexuales implícitas sin su autorización, pueden buscar soluciones legales ante esta problemática. Los derechos de autor y el derecho penal brindan soluciones contra aquellos remitentes de la pornografía consensual. Sin embargo, también es necesario hacer un balance con otros derechos, particularmente los de libertad de expresión y acceso a la información. Los expertos consideran que la legislación y su interpretación deben someterse a un análisis de la legitimidad de limitar estas libertades, ya que la conducta tiene que ver con la publicación o puesta a disposición de contenidos.

### Leyes estadounidenses
En los Estados Unidos de América, en el año 2012 había nueve estados que cuentan con leyes aplicables en situaciones de pornografía de venganza, estos estados son: Alaska, Arizona, California, Colorado, Georgia, Maryland, Nueva Jersey, Idaho, Utah, Virginia y Wisconsin. Para el año 2016 el número de estados con leyes especiales de revenge porn había subido a 26 estados.
La ley en Nueva Jersey prohíbe a cualquier persona la distribución y venta de fotografías y videos con contenido sexual explícito sabiendo que no posee con la licencia o el derecho de hacerlo sin la previa autorización de los individuos. Esta ley fue utilizada para enjuiciar al estudiante de la Universidad de Rutgers, Dharun Ravi quien distribuyó las imágenes captadas con una cámara web cuando su compañero Tyler Clementi mantenía actividad sexual y por lo cual el joven Clementi posteriormente decidió suicidarse. Por otro lado, cabe mencionar que esta ley también fue utilizada para llevar a juicio a otros hombres quienes presuntamente distribuían material pornográfico de sus exnovias.
La ley de California la cual fue aprobada en el mes de octubre del año 2013, prohíbe la comercialización de fotografías o vídeos íntimos que tengan como finalidad el causar determinado tipo de angustia emocional de tipo grave en algún individuo. Esta ley protege a aquellas imágenes que han sido tomadas consensualmente solamente en el caso de que la persona que distribuye dichas imágenes es también fotografiado, esta ley de California ha sido criticada por los defensores de las víctimas de pornografía de venganza al estar esta ley bajo protección. Algunos otros investigadores en el tema, han argumentado que las nuevas leyes penales designadas a combatir a la pornografía de venganza, es muy probable que sea un tipo de doctrina con una amplitud muy grande la cual pueda traer como resultado consecuencias desagradables.

### Procesos penales
Diversos sitios en la web con contenido pornográfico de venganza en los que se incluyen "IsAnyoneUp" y "Texxxan" han adoptado determinadas réplicas ante las acciones legales. El primer acusado, así como sus cómplices, a principios del año 2014 fue investigado por el FBI tras las acusaciones realizadas por el propietario de uno de los sitios.
En el mes de diciembre del año 2013, el fiscal general de California Kamala Harris incriminó por 31 delitos graves en los que se incluyen la extorsión y el robo de identidad a Kevin Bollaert, director del sitio de pornografía de venganza llamado UGotPosted. El fundador del sitio IsAnyoneUp, Hunter Moore en enero del año 2014 fue acusado de 15 delitos graves entre los que destacan la confabulación para violar la Ley de antipiratería.

### Ley de privacidad
Problemas recientes por la pornografía de venganza, arguyen a la invasión de la privacidad de los individuos, así como la divulgación pública de sucesos privados e imposición intencional de angustia emocional en contra de los individuos que montan las imágenes en los sitios web. Cuarenta estados norteamericanos entre los que se incluyen California y Nueva York cuentan con leyes sobre delitos informáticos y en contra del acoso cibernético las cuales pueden ser totalmente adaptables a los casos que presenten pornografía de venganza.
En febrero del 2014, un acuerdo llevado en a cabo en los Estados Unidos por 500 000 dólares fue otorgado a una mujer de Texas quien presentó una denuncia en contra de su expareja por haber propagado videos y fotografías de ella en Internet. Sin embargo, el estado de Texas, no contaba con una ley específica en contra de la pornografía de venganza al momento en que la mujer presentó la demanda.

### Derechos de autor
Se calcula que aproximadamente el 80% de las fotografías y videos con contenido de pornovenganza son tomadas y grabadas (es decir, casi siempre: selfies) por los mismos individuos que cometen el delito. Por ello, las víctimas pueden tomar acciones legales por la violación de sus derechos de autor en contra de aquella persona que subió las fotografías o videos con desnudos o semidesnudos.

## Menores de edad
Si los videos o imágenes en cuestión son de personas menores de edad, esto podría causar cargos adicionales por pornografía infantil y pedofilia como ha sucedido con algunos casos de pornografía de venganza en los que también se incluye el sexting.